# كريس كرافت
كريس كرافت (بالإنجليزية: Chris Craft)‏ هو سائق فورمولا 1 ومهندس بريطاني، ولد في 17 نوفمبر 1939 في بورتلفن ‏ في المملكة المتحدة.